# Polandball
Pollandball (dobesedno  prevedeno poljska žoga) oz. countryballs (dobesedno državna žoga) je internetni fenomen, ki se je začel v /int/ rubriki nemške strani Krautchan.net v drugi polovici leta 2009. Pri fenomenu se gre najpogosteje za spletne stripe, kjer žoge predstavljajo države in se med seboj pogovarjajo v polomljeni angleščini, s čimer na smešen način predstavijo stereotipe in meddržavne odnose. Tej vrsti stripov se lahko reče Poljska žoga tudi, če v njih ne nastopajo žoge, ki predstavljajo Poljsko.

## Ozadje
Poljska žoga se je pojavila avgusta 2009 na spletni strani drawball.com, kjer je nastala »spletna bitka« med poljskimi in ostalimi uporabniki. Spletna stran uporabnikom ponuja virtualno platno, na katero lahko uporabniki narišejo svoje risbe ali spreminjajo risbe drugih. Poljski uporabniki so se domislili načrta, da bi na žogo narisali poljsko zastavo. Več tisoč Poljakov je prekrilo spletno stran z risbami bele barve nad rdečo in napisom »POLSKA« na sredini. Uporabniki spletne strani 4chan so v odgovor prekrili njihove risbe z nacistično svastiko.
Krautchan.net je nemško govoreči forum, katerega /int/ rubriko bogosto obiskujejo angleško govoreči uporabniki. Začetnik teh stripov naj bi bil Falco, Anglež, ki je septembra 2009 ustvaril strip z orodjem MS Paint, da bi provociral uporabnika Wojak-a, Poljaka, ki je na forumu uporabljal polomljeno angleščino. Po tem so poljske žoge začeli množično risati Rusi.

## Pravila
Ob risanju stripa se avtorji po navadi držijo sledečih pravil:
1. Poljska ne more v vesolje
2. kroge je potrebno narisati na roko
3. žoge nimajo obraza, samo oči
4. žoge nimajo okončin
5. polomljena angleščina je obvezna, razen pri angleških žogah
6. Poljska je rdeče-bela in ne belo-rdeča
7. Singapur je trikotnik
8. Kazahstan je opeka
9. Izrael je kocka
10. Nepal je dinozaver
11. Zmotno je prepričanje, da je Nemško cesarstvo pravokotnik. V resnici je navadna žoga, pravokotnik pa predstavlja vse 3 oz.4 rajhe (4.rajh predstavlja EU)
12. Žoga Združenega kraljestva nosi cilinder
13. Žoga ZDA po navadi nosi sončna očala
14. Žoge se med seboj ne kličejo z »žoga«